# Oscar Björk
Frans Oscar Björk, född 18 maj 1871 i Sala församling, Västmanlands län, död 29 november 1946 i Hedvig Eleonora församling, Stockholm
, var faktor vid Stridsropets tryckeri 1889-1941. Han var också sångförfattare.

## Sånger
- Hela vägen genom livet
- Jesus, Jesus, Jesus, skönsta namn jag vet